# 哈利路亚足球俱乐部
哈利路亚足球俱乐部（韓語：할렐루야 축구단）是一个已解散的韩国足球俱乐部。该俱乐部正式创建于1980年12月20日，是全韩国首个职业足球俱乐部。

## 历史
1980年，时任大韓蹴球協會主席崔淳永创建了哈利路亚足球俱乐部。该俱乐部的球员和教练都是基督教徒（包括天主教徒和新教徒）。1983年，哈利路亚足球俱乐部在韩韓國足球超級聯賽的首个赛季赢得冠军。1985年后，哈利路亚足球俱乐部改为业余足球俱乐部，主要致力于传教工作。
1998年8月，哈利路亚足球俱乐部因受亞洲金融風暴冲击而解散。